# Anaespogonius
Anaespogonius is een kevergeslacht uit de familie van de boktorren (Cerambycidae). De wetenschappelijke naam van het geslacht werd voor het eerst geldig gepubliceerd in 1938 door Gressitt.

## Soorten
Anaespogonius omvat de volgende soorten:
- Anaespogonius fulvus Gressitt, 1938
- Anaespogonius ochraceofulvus Hayashi, 1974
- Anaespogonius piceonigris Hayashi, 1972